# ابنة شينا (كتاب)
ابنة شينا (بالفارسية: دختر شینا) هو كتاب مؤلف من مذكرات غدام خير محمدي خلال الحرب العراقية الإيرانية كما سجلتها بهناز زرابي زاده. تم تسجيل المذكرات من خلال مئات الساعات من المحادثة بين غدام خير محمدي وبهناز زرابي زاده. يتناول الكتاب دور المرأة الإيرانية في الحرب العراقية الإيرانية.

## نشر الكتاب
نُشر كتاب ابنة شينا باللغة الفارسية من قبل شركة سوري مهر للنشر في عام 2013. كما تُرجم الكتاب إلى الإنجليزية والعربية. أصبح الكتب الأكثر مبيعًا في إيران وأُعيد طبعه، مرات عديدة في إيران. قام السيد علي خامنئي المرشد الأعلى لإيران بقراءة الكتاب وأثنى على الكاتبة.

## راوية الكتاب
وُلدت غدام خير محمدي في عام 1963 وتزوجت من سات إبراهيمي في عام 1977. وفي عام 1986 عندما كان عمرها 24 عامًا، قُتل زوجها في الحرب. وتُوفيت في عام 2010.

## سرد الكتاب
ابنة شينا هي رواية عن الحرب بين إيران والعراق وتركز على تجارب زوج غدام خير محمدي سات إبراهيمي المولود عام 1956 في مقاطعة رزان. كان سات قائدًا عامًا وشارك في العديد من العمليات في الحرب. يتكون الكتاب من تسعة عشر فصلاً.

## المؤلف
وُلدت بهناز زرابي زاده عام 1968 في مدينة حمدان. كتبت العديد من الكتب والروايات للبالغين والمراهقين وفازت بالعديد من الجوائز.

## الجوائز
حصل الكتاب على جائزة كتاب الدفاع المقدس السادس عشر للعام في إيران.

## فيلم وثائقي
خرج الكتاب في صورة فيلم وثائقي من إخراج فرزين طاهري.